# Блумфилд (Мисури)
Блумфилд (енгл. Bloomfield) град је у америчкој савезној држави Мисури.

## Демографија
По попису из 2010. године број становника је 1.933, што је 19 (-1,0%) становника мање него 2000. године.
| Група             | 2000.         | 2010.         |
| Белци             | 1.923 (98,5%) | 1.905 (98,6%) |
| Афроамериканци    | 2 (0,1%)      | 1 (0,1%)      |
| Азијати           | 0 (0,0%)      | 2 (0,1%)      |
| Хиспаноамериканци | 6 (0,3%)      | 16 (0,8%)     |
| Укупно            | 1.952         | 1.933         |